# Leptosphaeria nitschkei
Leptosphaeria nitschkei är en svampart som beskrevs av Rehm 1873. Leptosphaeria nitschkei ingår i släktet Leptosphaeria och familjen Leptosphaeriaceae.   Inga underarter finns listade i Catalogue of Life.